# Pyszczak Johanna
Pyszczak Johanna (Pseudotropheus johannii) – gatunek ryby z rodziny pielęgnicowatych (Cichlidae). Bywa hodowany w akwariach.

## Występowanie
Jezioro Malawi (endemit) w skalistych okolicach wyspy Likoma oraz wzdłuż wschodniego brzegu jeziora.

## Charakterystyka
Są to ryby bardzo agresywne. Zaleca się trzymać w akwarium tylko jednego samca z kilkoma samicami.
Długość ciałaW naturze samce 9 cm, samice nieco mniej; w akwariach samce 12 cm, a samice 10 cm.
Dymorfizm płciowySamce są granatowo-czarne z dwoma niebieskimi, metalicznie połyskującymi pasami; samice są żółte, z wiekiem stając się jasnobrązowe. Narybek obu płci żółto-brązowy.
WodaTemperatura wody 22–30 °C, optymalna 26–27 °C.
PokarmWszystkożerne, bardzo żarłoczne, zaleca się podawać pokarmy zawierające dużą ilość substancji roślinnych (np. spirulinę).
RozmnażanieSamica składa 7 do 60 jaj (w zależności od wieku i kondycji ryby), po czym inkubuje je w pysku 2–3 tygodnie (w zależności od temperatury wody).

## Status
Międzynarodowa Unia Ochrony Przyrody (IUCN) od 2018 roku klasyfikuje tę rybę jako gatunek najmniejszej troski (LC – Least Concern); wcześniej uznawano ją za gatunek narażony (VU – Vulnerable). 